# Кампталь
Кампталь (нем. Kamptal) — винодельческий регион Нижней Австрии.
Расположен вокруг города Лангенлойс — крупнейшего винодельческого города Австрии. Общая площадь виноградников — 3907 Га.
Название Кампталь происходит от реки Камп, пересекающей этот регион и впадающей в Дунай.
Всего в регионе на 2018 год было зарегистрировано 336 виноделен.
Самые известные хозяйства: Weingut Willi Brundlmayer, Schloss Gobelsburg, Weingut Hirsch, Weingut Fred Loimer, Weingut Birgit Eichinger, Weingut Jurtschitsch.
Винодельческий регион Кампталь существует под этим названием с 1993 года (ранее Кампталь-Донауланд). В 2009 году (урожай 2008 года) Кампталь официально получил статус района DAC с сортами Грюнер Вельтлинер и Рислинг.

## Геология региона
Кампталь отличается разнообразием почв, которые варьируются от лёсса и гравия до выразительных кристаллических образований и красных, богатых полевым шпатом песчаников и конгломератов на известном участке Хайлигенштайн.
Формирование почвы носит особый характер: они сложились около 250—320 миллионов лет назад во время древнего Пермского периода и представляют собой основу из песчаника, напоминающую о пустыне, с вулканическими вкраплениями.
Обращенный к югу виноградарский район включает породы, на основе своих геологических характеристик отнесенные к герцинской складчатости и Молассовому бассейну. Молассовый бассейн сформировался на месте моря Паратетис и пересекающихся областей трех речных систем: Кампа, Трайзена и Дуная.
На севере преобладают разнообразные, по большей части кислые кристаллические консолидированные породы, которые также были обнаружены в регионах Вахау и Кремсталь. В клиновидном регионе в местности Хайлигенштайн обнаружена уникальная для Австрии породная формация: в этой долине, образовавшейся в результате тектонического разрыва, сохранились первые продукты эрозии когда-то высоких гор Богемского массива. Это конгломераты, песчаники, аркозы (красные полевошпатовые песчаники) и сланцы. Эти осадочные породы отложились здесь от 320 до 250 млн лет назад в основном в засушливых и жарких климатических условиях после внезапного схождения водных потоков с гор на предгорья. Стоит особо отметить встречающиеся в конгломератах риолитовые гальки. Это доказывает, что здесь происходили извержения вулканов.
В долине Кампа виноград преимущественно выращивается на лёссовых отложениях, сформировавшихся при движении ледников.

## Известные виноградники
Самая известная достопримечательность — пропекающийся на солнце холм Хайлигенштайн (Heiligenstein), который вошёл в историю под названием Адова скала. Гранитные склоны с виноградниками на 100 % выходят к югу и идеальны для выращивания Рислинга. По словам Людвига Хидлера из «Weingut Hiedler», эти вина всегда имеют «кости», то есть структуру и силу.
Heiligenstein не единственный знаменитый участок Кампталя. Особым уважением также пользуются виноградники Kaferberg, Gaisberg и Schenkenbichl — каждый со своими особенностями терруара и вин.
В целом репутация Кампталя основана на сорте Грюнер Вельтлинер, который благодаря чуть более засушливому климату даёт богатые вина с тонкой кислотностью и выраженным минеральным характером. Днём теплый воздух с южной равнины Дуная восходит к долине реки Камп, прорезающей Кампталь с севера на юг. Ночью холодные бризы продувают виноградники и террасы.

## Кампталь DAC[3]

#### Сорта винограда
Грюнер Вельтлинер, Рислинг

#### Уровни качества
- Kamptal DAC, Kamptal DAC с указанием коммуны: представление вина дегустационной комиссии для получения государственного контрольного номера с 1 января следующего за урожаем года
- Kamptal DAC с указанием коммуны и виноградника: представление вина дегустационной комиссии для получения государственного контрольного номера с 1 марта следующего за урожаем года
- Kamptal DAC Reserve: представление вина дегустационной комиссии для получения государственного контрольного номера с 1 июля следующего за урожаем года

#### Содержание спирта
- Kamptal DAC: минимум 11,5 % об.
- Kamptal DAC с указанием коммуны: минимум 12,0 % об.
- Kamptal DAC с указанием коммуны и виноградника: минимум 12,5 % об.
- Kamptal DAC Reserve: минимум 13,0 % об.

#### Остаточный сахар
- сухое вино

#### Вкусовые характеристики
- Kamptal DAC, Kamptal DAC с указанием коммуны, Kamptal DAC с указанием коммуны и виноградника: без доминирующего влияния ботритиса, хорошо сбалансированное, концентрация соответствует типичной для конкретного года урожая.
- Kamptal DAC Reserve: плотный стиль, выраженный региональный характер, концентрированное, с долгим послевкусием; допускаются деликатные нотки ботритиса или дерева.